# Klaus Florian Vogt
Klaus Florian Vogt   (Heide, 1970) és un tenor de l'òpera alemanya conegut pels seus papers de cant escrit per Richard Wagner.
Klaus Florian Vogt va ser primer trompa i va actuar durant diversos anys amb la Filharmònica d'Hamburg. Va estudiar veu a l'Acadèmia de Música de Lübeck i es va dedicar per primera vegada al "Landestheater" de Flensburg.
El 1998 es va traslladar a la "Semperoper" de Dresden, on va treballar amb Giuseppe Sinopoli i Colin Davis. Va començar com a tenor líric, cantant Tamino a la pel·lícula Die Zauberflöte La flauta màgica de Mozart, i també a Hans a The Bartered Bride La núvia venuda de Smetana i Matteo a l'Arabella de Strauss.
Va cantar Lohengrin de Wagner per primera vegada al Teatre Erfurt el 2002, seguit d'aparicions internacionals en aquesta part i també de Stolzing a Els mestres cantaires de Nuremberg, i debutà a la Bayreuther Festspiele el 2007 amb Parsifal.
Al repertori del concert, va enregistrar Das Lied von der Erde, (La cançó de la Terra) de Mahler, amb Christian Gerhaher i l'Orchester Symphonique de Montréal, dirigida per Kent Nagano el 2009.